# Кыз-куле
Кыз-Куле́ (также Черкес-Кермен; укр. Киз-Куле, крымскотат. Qız Qulle, Къыз Къулле) — средневековый феодальный замок-крепость, памятник археологии федерального значения.

## Описание
На северо-западе от Эски-Кермена на северной оконечности того же плато Топшана находятся остатки замка Кыз-куле (фактически башня с воротами) — средневековый феодальный замок-крепость. Мыс, на котором находится Кыз-Куле соединён с плато узким перешейком, с остальных сторон замок окружён вертикальными обрывами высотой 15—20 метров. Перед воротной башней — неглубокий ров (через который был перекинут подъёмный мост) и дорога на плато: ров и дорога были вырублены в скале. Размеры башни в основании 6,2 на 6,3 м, толщина стен 1,1—1,0 м (внутри башня — квадрат со сторонами 3,90 м), сохранившаяся высота строения 7,80 м. Построена в основном из бута с подтесанной лицевой стороной на известковом растворе с добавлением толченой керамики. Размеры всего укрепления (защищённого мыса) 225 м с юга на север и 75 м с востока на запад, площадь защищенной территории замка — 1,38 гектара. С севера возможный доступ на территорию укрепления преграждала стена длиной 13,0 м и шириной 1,1—1,2 м (в настоящее время разрушена почти до основания). В 1933 году Усеином Боданинским в укреплении была раскопана христианская часовня размером 7,5 на 4,5 м, судя по археологическому материалу XV века постройки.

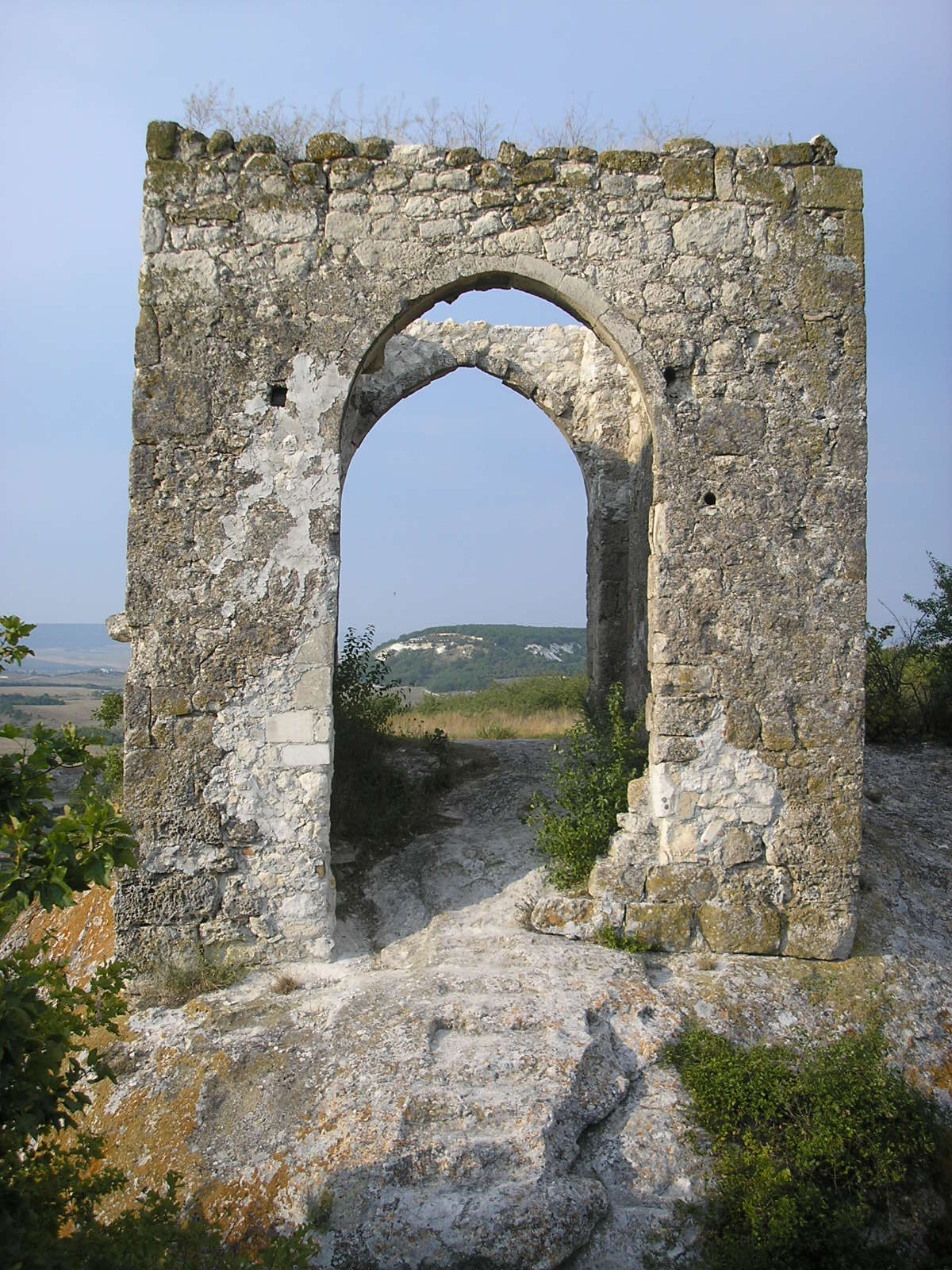
остатки Кыз-Куле

## История
В наше время среди историков преобладает мнение, что укрепление было построено в первой половине XV века. Ранее Н. И. Репников время возведения крепости определял в пределах XIV—XV века, а Е. В. Веймарн предлагал более широкую датировку памятника — XI—XIV век. Усеин Боданинский, проводивший в 1933 году раскопки крепости, датировал постройку X веком, хотя археологический материал (в основном фрагменты поливной и неполивной керамики), найденный при раскопках, относился к XV веку. Пётр Кеппен, вслед за Мартином Броневским, заключал, что «Черкес-Кермен замок новый, построенный турками». Г. Э. Караулов наоборот, считал укрепление византийской постройкой и относил его к VI—XIII веку. Пётр Паллас и за ним Ф. Дюбуа де Монпере связывали строительство крепости с черкесами (адыгами) на основании местного предания, Пётр Кеппен считал, что название происходит от имени Черкеса (Кути-Бея или Кутлуг-бея), встречаемого в договорах татар с Каффой 1381 и 1387 году.

Впервые памятник отмечает в своих путевых заметках 1793—1794 года П. С. Паллас
…в некотором отдалении видна башня старого укрепления, называемого татарами Черкез-Кермен давшая свое название близлежащей деревне, где прежде жили греки, теперь же живут только татары
 Первое обследование замка, с фиксацией сохранившихся здесь архитектурных остатков, в 1821 году провели Е. Е. Келлер и архитектор Е. Ф. Паскаль, краткое описание крепости было сделано Петром Кеппеном в 1837 году. Возможно, деревня Черкез-Кермен в ущелье у замка когда-то принадлежали хозяевам Кыз-Куле.